# Curtis Scott
Pas d'image ? Cliquez ici

a Compétitions nationales et continentales officielles uniquement.

Curtis Scott, né le 12 octobre 1997 à Sydney (Australie), est un joueur australien de rugby à XIII au poste de centre dans les années 2010. Il fait ses débuts en National Rugby League en 2016 avec le Storm de Melbourne. Il se fait rapidement une place de titulaire au sein d'une équipe qui remporte la NRL en 2017 et le World Club Challenge en 2018.

## Palmarès
- Collectif :
  - Vainqueur du World Club Challenge : 2018 (Melbourne).
  - Vainqueur de la National Rugby League : 2017 (Melbourne).
  - Finaliste de la National Rugby League : 2016[note 1] et 2018 (Melbourne).

## Détails

### En club
| Saison                | Club                  | Compétition           | Matchs | Points | Essais | Buts | Drop |
| --------------------- | --------------------- | --------------------- | ------ | ------ | ------ | ---- | ---- |
| 2016                  | Melbourne Storm       | National Rugby League | 2      | 0      | 0      | 0    | 0    |
| 2017                  | Melbourne Storm       | National Rugby League | 13     | 24     | 6      | 0    | 0    |
| 2018                  | Melbourne Storm       | National Rugby League | 22     | 36     | 9      | 0    | 0    |
| Total Melbourne Storm | Total Melbourne Storm | Total Melbourne Storm | 37     | 60     | 15     | 0    | 0    |